# Romeo Bertini
Romeo Bertini (Italia, 21 de abril de 1893-29 de agosto de 1973) fue un atleta italiano, especialista en la prueba de maratón en la que llegó a ser subcampeón olímpico en 1924.

## Carrera deportiva
En los JJ. OO. de París 1924 ganó la medalla de plata en la maratón, recorriendo los 42,195 km en un tiempo de 2:47:19 segundos, llegando a meta tras el finlandés Albin Stenroos (oro con 2:41:22 segundos) y por delante del estadounidense Clarence DeMar (bronce).